# Hamid Idris Awate
Hamid Idris Awate (* 1910 in Gerset zwischen Tesseney und Omhajer im Südwesten der italienischen Kolonie Eritrea; † 28. Mai 1962) war ein Führer in den frühen Bewegungen für die Unabhängigkeit der Provinz Eritrea vom Kaiserreich Abessinien.
Er hat den Status eines nationalen Vorbildes.

## Leben
Sein Vater war Bauer. Im Jahr 1935 kam er zur Einberufung von italienischen Soldaten, die in der Kolonialzeit dienenden Armee von eritreischen Askaris. Er lernte die italienische Sprache in kurzer Zeit und wurde für einen Kurs im militärischen Nachrichtendienst nach Rom geschickt.
Nach der Rückkehr aus dem Königreich Italien wurde er im Zweiten Weltkrieg zum Beauftragten für die Gefahrenabwehr im westlichen Eritrea ernannt. Kurz darauf war er als stellvertretender Leiter der Stadt Kassala im ägyptischen Sudan und Umgebung, während der kurzen italienischen Besetzung dieser Stadt in den Jahren 1940/1941. Er kämpfte als Askari in der Schlacht von Keren und beteiligte sich bei den italienischen Partisanen in Eritrea gegen die Äthiopier im Zweiten Weltkrieg mit den Reitern von Ali Gabre.
Er gründete die Eritreische Befreiungsarmee und die Eritreische Befreiungsfront.
Er wurde in der Schlacht gegen die Besatzungstruppen verwundet und erlag den Verletzungen, auch wenn einige seinen Tod aus natürlichen Ursachen behaupten.

## Wirken
Awate ist ein Vorbild vieler Eritreer.
Neben seinen Sprachkenntnissen in Arabisch, Tigre, Tigrinya, Nara, Hedareb und Kunama, sprach Awate auch fließend Italienisch.
Durch die Regierung von Eritrea wurde am 1. September 1994 an seinem Grab eine Statue ihm zu Ehren errichtet.